# Primetime-Emmy-Verleihung 1957
Die 9. Emmy-Verleihung fand am 16. März 1957 in den NBC Studios in Burbank, Kalifornien, USA, statt. Die Zeremonie wurde von Desi Arnaz moderiert.

## Nominierungen und Gewinner

### Programmpreise
| Kategorie                                                                     | Preisträger | Programm                                                | Nominierungen |
| ----------------------------------------------------------------------------- | ----------- | ------------------------------------------------------- | --- |
| Best Series – One Hour Or More (Beste Serie – Länge 1 Stunde oder mehr)       |             | Caesar's Hour, NBC                                      | Climax, CBS The Ed Sullivan Show, CBS Omnibus, CBS The Perry Como Show, NBC |
| Best Series – Half Hour Or Less (Beste Serie – Länge 30 Minuten oder weniger) |             | The Phil Silvers Show, CBS                              | Alfred Hitchcock Presents, CBS The Jack Benny Show, CBS Person to Person, CBS Vater ist der Beste, NBC                                                                                |
| Best New Series (Beste Neuserie)                                              |             | Playhouse 90, CBS                                       | Air Power, CBS The Dinah Shore Chevy Show, NBC The Ernie Kovacs Show, NBC The Steve Allen Sunday Show, NBC                                                                            |
| Best Public Service Series (Beste Informationsserie)                          |             | See It Now, CBS                                         | Meet the Press, NBC NBC Television Opera Theatre, NBC Wide Wide World, NBC You Are There, CBS                                                                                         |
| Best Coverage Of A Newsworthy Event (Beste Reportage)                         |             | Years of Crisis, CBS                                    | Andrea Doria Sinking, CBS Andrea Doria Survivors Arrive in New York, NBC National Political Conventions, ABC National Political Conventions, NBC                                      |
| Best Single Program Of The Year (Beste Einzelprogramm des Jahres)             |             | Playhouse 90, CBS (Folge 1.2 Requiem for a Heavyweight) | Kraft Television Theatre, NBC (Folge 9.26 A Night to Remember) Omnibus, CBS (Folge Leonard Bernstein) See It Now, CBS (Folge 6.5 The Secret Life of Danny Kaye) The Victor Borge Show |

### Regiepreise
| Kategorie                                                                                          | Preisträger     | Programm                                                 | Nominierungen |
| -------------------------------------------------------------------------------------------------- | --------------- | -------------------------------------------------------- | --- |
| Best Direction – One Hour Or More (Beste Regie – Länge 1 Stunde oder mehr)                         | Ralph Nelson    | Playhouse 90, CBS (Folge 1.2 Requiem for a Heavyweight)  | Lewis Allen für The 20th Century-Fox Hour, CBS (Folge 2.1 Child of the Regiment) Bob Banner für The Dinah Shore Chevy Show, NBC (Folge 1.1) Kirk Browning für NBC Television Opera Theatre, NBC (Folge La Boheme) George Roy Hill für Kraft Television Theatre, NBC (Folge 9.31 A Night to Remember) John Frankenheimer für Playhouse 90, CBS (Folge 1.1 Forbidden Area) |
| Best Direction – Half Hour Or Less (Beste Regie – Länge 30 Minuten oder weniger)                   | Sheldon Leonard | The Danny Thomas Show, ABC (Folge 4.10 Danny’s Comeback) | George Archainbaud für Tales of the 77th Bengal Lancers, NBC (Folge 1.5 The Traitor) Herschel Daugherty für General Electric Theater, CBS (Folge 5.9 The Road That Led Afar) William D. Russell für You Are There, CBS (Folge First Moscow Purge Trail) Clay Yurdin für Camera Three, CBS (Folge 2.6 As I Lay Dying)                                                     |
| Best Art Direction – One Hour Or More (Beste künstlerische Regie – Länge 1 Stunde oder mehr)       | Albert Heschong | Playhouse 90, CBS (Folge 1.2 Requiem for a Heavyweight)  | Henry May für Omnibus, CBS Duane McKinney für Kraft Television Theatre, NBC Don Shirley für The Perry Como Show, NBC Jan Scott für The Kaiser Aluminium Hour, NBC |
| Best Art Direction – Half Hour Or Less (Beste künstlerische Regie – Länge 30 Minuten oder weniger) | Paul Barnes     | Your Hit Parade, NBC                                     | Warren Clymer für Frontiers of Faith, NBC Grover Cole für Adventure, CBS Franklin Swig für The Dinah Shore Show, NBC John J. Lloyd, John Robert Lloyd, John Meehan, Martin Obzina und George Patrick für General Electric Theater, CBS |

### Drehbuchpreise
| Kategorie                                                                                      | Preisträger                                                                           | Programm                                                       | Nominierungen |
| ---------------------------------------------------------------------------------------------- | ------------------------------------------------------------------------------------- | -------------------------------------------------------------- | --- |
| Best Teleplay Writing – One Hour Or More (Bestes TV-Drehbuch – Länge 1 Stunde oder mehr)       | George Roy Hill, John Whedon                                                          | Kraft Television Theatre, NBC (Folge 9.26 A Night to Remember) | Elick Moll für Playhouse 90, CBS (Folge 1.3 Sizeman and Son) Louis S. Peterson für Goodyear Television Playhouse, NBC (Folge 5.7 Joey) Reginald Rose für The Alcoa Hour, NBC (Folge 1.9 Tragedy in a Temporary Town) Rod Serling für Playhouse 90, CBS (Folge 1.2 Requiem for a Heavyweight)                                                                               |
| Best Teleplay Writing – Half Hour Or Less (Bestes TV-Drehbuch – Länge 30 Minuten oder weniger) | James P. Cavanagh                                                                     | Alfred Hitchcock Presents, CBS (Folge 2.2 Fog Closing In)      | Morton Fine, David Friedkin für Frontier, NBC (Folge 1.25 Patrol) Richard Morris für The Loretta Young Show, NBC (Folge 3.23 The Pearl) John Nesbitt für Telephone Time, ABC (Folge 1.2 Man with a Beard) Dan Ullman für Wyatt Earp greift ein, ABC (Folge 1.16 The Buntline Special)                                                                                      |
| Best Comedy Writing – Variety Or Situation Comedy (Beste Comedy-Vorlagen – Show oder Sitcom)   | Billy Friedberg, Nat Hiken, Coleman Jacoby, Arnold Rosen, Leonard Rosen, Tony Webster | The Phil Silvers Show, CBS                                     | Goodman Ace, Jay Burton, George Foster, Mort Green für The Perry Como Show, NBC George Balzer, Hal Goldman, Al Gordon, Sam Perrin für The Jack Benny Show, CBS Gary Belkin, Mel Brooks, Larry Gelbart, Sheldon Keller, Neil Simon, Mike Stewart, Mel Tolkin für Caesar's Hour, NBC Louis M. Heyward, Ernie Kovacs, Rex Lardner, Mike Marmer für The Ernie Kovacs Show, NBC |

### Technikpreise
| Kategorie                                                 | Preisträger     | Programm                      | Nominierungen |
| --------------------------------------------------------- | --------------- | ----------------------------- | --- |
| Best Cinematography For Television (Beste TV-Kamera)      | Norbert Brodine | The Loretta Young Show, NBC   | Lloyd Ahern für The 20th Century-Fox Hour, CBS George Diskant für Four Star Playhouse, CBS Robert Pittack für General Electric Theater, CBS John L. Russell für General Electric Theater, CBS                                                     |
| Best Live Camera Work (Beste Live-Kameraarbeit)           |                 | Kraft Television Theatre, NBC | Playhouse 90, CBS Producers' Showcase, NBC Republican Convention, Syndication Wide Wide World, NBC |
| Best Editing Of A Film for Television (Bester TV-Schnitt) | Frank Keller    | A.T.&T. Science Series, CBS   | Samuel E. Beetley für Four Star Playhouse, CBS (Folge 4.14 Tunnel of Fear) Richard Fantl für Vater ist der Beste, NBC (Folge 3.7 Betty’s Birthday) Daniel Nathan für Jane Wyman Presents The Fireside Theatre, NBC Robert Watts für Cheyenne, ABC |

### Musikpreise
| Kategorie                                                      | Preisträger       | Programm     | Nominierungen |
| -------------------------------------------------------------- | ----------------- | ------------ | --- |
| Best Musical Contribution For Television (Bester Musikbeitrag) | Leonard Bernstein | Omnibus, CBS | Sidney Fine für Medic, NBC Nelson Riddle für The Rosemary Clooney Show, Syndication Walter Schumann für The Tennessee Ernie Ford Show, NBC Oliver Wallace für Disneyland, ABC |

### Darstellerpreise
| Kategorie                                                                                 | Preisträger    | Programm                                                | Nominierungen |
| ----------------------------------------------------------------------------------------- | -------------- | ------------------------------------------------------- | --- |
| Best Single Performance By An Actor (Bester Einzeldarsteller)                             | Jack Palance   | Playhouse 90, CBS (Folge 1.2 Requiem for a Heavyweight) | Lloyd Bridges für The Alcoa Hour, NBC (Folge 1.9 Tragedy in a Temporary Town) Fredric March für Producers' Showcase, NBC (Folge 2.9 Dodsworth) Sal Mineo für Studio One, CBS (Folge 8.16 Dino) Red Skelton für Playhouse 90, CBS (Folge 1.6 The Big Slide)                   |
| Best Single Performance By An Actress (Beste Einzeldarstellerin)                          | Claire Trevor  | Producers' Showcase, NBC (Folge 2.9 Dodsworth)          | Edna Best für Ford Star Jubilee, CBS (Folge 1.9 This Happy Breed) Gracie Fields für The United States Steel Hour, CBS (Folge 3.24 The Old Lady Shows Her Medals) Nancy Kelly für Studio One, CBS (Folge 9.6 The Pilot) Evelyn Rudie für Playhouse 90, CBS (Folge 1.8 Eloise) |
| Best Supporting Performance By An Actor (Bester Nebendarsteller)                          | Carl Reiner    | Caesar's Hour, NBC                                      | Art Carney für The Jackie Gleason Show, CBS Paul Ford für The Phil Silvers Show, CBS William Frawley für I Love Lucy, CBS Ed Wynn für Playhouse 90, CBS (Folge 1.2 Requiem for a Heavyweight)                                                                                |
| Best Single Performance By An Actress (Beste Nebendarstellerin)                           | Pat Carroll    | Caesar's Hour, NBC                                      | Ann B. Davis für The Bob Cummings Show, CBS Audrey Meadows für The Jackie Gleason Show, CBS Mildred Natwick für Ford Star Jubilee, CBS (TV-Film Blithe Spirit) Vivian Vance für I Love Lucy, CBS                                                                             |
| Best Continuing Performance By An Actor (Bester Seriendarsteller)                         | Robert Young   | Vater ist der Beste, NBC                                | James Arness für Rauchende Colts, CBS Charles Boyer für Four Star Playhouse, CBS David Niven für Four Star Playhouse, CBS Hugh O'Brien für The Life and Legend of Wyatt Earp, ABC                                                                                            |
| Best Continuing Performance By An Actress (Beste Seriendarstellerin)                      | Loretta Young  | The Loretta Young Show, NBC                             | Jan Clayton für Lassie, CBS Ida Lupino für Four Star Playhouse, CBS Peggy Wood für Mama, CBS Jane Wyman für Jane Wyman Presents The Fireside Theatre, NBC |
| Best Continuing Performance By A Comedian In A Series (Bester Comedy-Seriendarsteller)    | Sid Caesar     | Caesar's Hour, NBC                                      | Jack Benny für The Jack Benny Show, CBS Bob Cummings für The Bob Cummings Show, CBS Ernie Kovacs für The Ernie Kovacs Show, NBC Phil Silvers für The Phil Silvers Show, CBS                                                                                                  |
| Best Continuing Performance By A Comedienne In A Series (Beste Comedy-Seriendarstellerin) | Nanette Fabray | Caesar's Hour, NBC                                      | Edith Adams für The Ernie Kovacs Show, NBC Gracie Allen für The George Burns and Gracie Allen Show, CBS Lucille Ball für I Love Lucy, CBS Ann Sothern für Private Secretary, CBS                                                                                             |

### Musikpreise
| Kategorie                                                                            | Preisträger           | Programm | Nominierungen                                                                                                   |
| ------------------------------------------------------------------------------------ | --------------------- | -------- | --- |
| Best Male Personality – Continuing Performance (Beste männliche TV-Persönlichkeit)   | Perry Como, NBC       |          | Steve Allen, NBC Leonard Bernstein, CBS Tennessee Ernie Ford, NBC Alfred Hitchcock, CBS Fulton J. Sheen, DuMont |
| Best Female Personality – Continuing Performance (Beste weibliche TV-Persönlichkeit) | Dinah Shore, NBC      |          | Rosemary Clooney, Syndication Faye Emerson, CBS Arlene Francis, NBC Gisele MacKenzie, NBC                       |
| Best News Commentator (Bester Nachrichtensprecher)                                   | Edward R. Murrow, CBS |          | Walter Cronkite, CBS John Charles Daly, ABC Douglas Edwards, CBS Chet Huntley, NBC                              |